# Tymákov
Tymákov (en allemand : Timakow) est une commune du district de Plzeň-Ville, dans la région de Plzeň, en République tchèque. Sa population s'élevait à 1 046 habitants en 2022.

## Géographie
Tymákov se trouve à 11 km à l'ouest du centre de Plzeň et à 81 km au sud-ouest de Prague.
La commune est limitée par Kyšice et Ejpovice au nord, par Rokycany et Mokrouše à l'est, par Lhůta au sud et par Starý Plzenec et Letkov à l'ouest.

## Histoire
La première mention écrite de la localité date de 1379.

## Transports
Par la route, Tymákov se trouve à 6 km de Starý Plzenec, à 12 km de Plzeň et à 88 km de Prague.